# Full Operational Capability
Full Operational Capability (FOC) bezeichnet den formalen Status eines Projekts und wird meist im militärischen bzw. staatlichen Zusammenhang gebraucht. Die Full Operational Capability gilt üblicherweise als erreicht, sobald das Produkt voll einsatzbereit ist und allen geforderten Spezifikationen entspricht. Beispielsweise wurde am 17. Juli 1995 die volle Betriebsbereitschaft (Full Operational Capability) des GPS-Systems erklärt. Gleiches gilt z. B. bei der Einführung neuer Waffensysteme beim Militär.
Im Gegensatz dazu wird zu einem früheren Zeitpunkt, zu dem das Produkt nur eingeschränkt nutzbar ist, die Initial Operating Capability erklärt.